# Talencieux
Talencieux ist eine französische Gemeinde im Département Ardèche in der Region Auvergne-Rhône-Alpes. Sie gehört zum Kanton Annonay-2 im Arrondissement Tournon-sur-Rhône. Nachbargemeinden sind Saint-Étienne-de-Valoux im Norden, Andance im Osten, Sarras im Südosten, Ardoix im Süden, Vernosc-lès-Annonay im Südwesten und Thorrenc im Westen. Zu Talencieux gehören neben der Hauptsiedlung auch die Weiler Chardenos, Bel Air, Patroly, Blacieux, Les Rameaux, La Garde, Assuis, La Char und Ozas.

## Bevölkerungsentwicklung
| Jahr                       | 1962 | 1968 | 1975 | 1982 | 1990 | 1999 | 2008 | 2018 |
| -------------------------- | ---- | ---- | ---- | ---- | ---- | ---- | ---- | ---- |
| Einwohner                  | 336  | 315  | 368  | 497  | 642  | 772  | 922  | 1082 |
| Quellen: Cassini und INSEE |      |      |      |      |      |      |      |      |

## Sehenswürdigkeiten

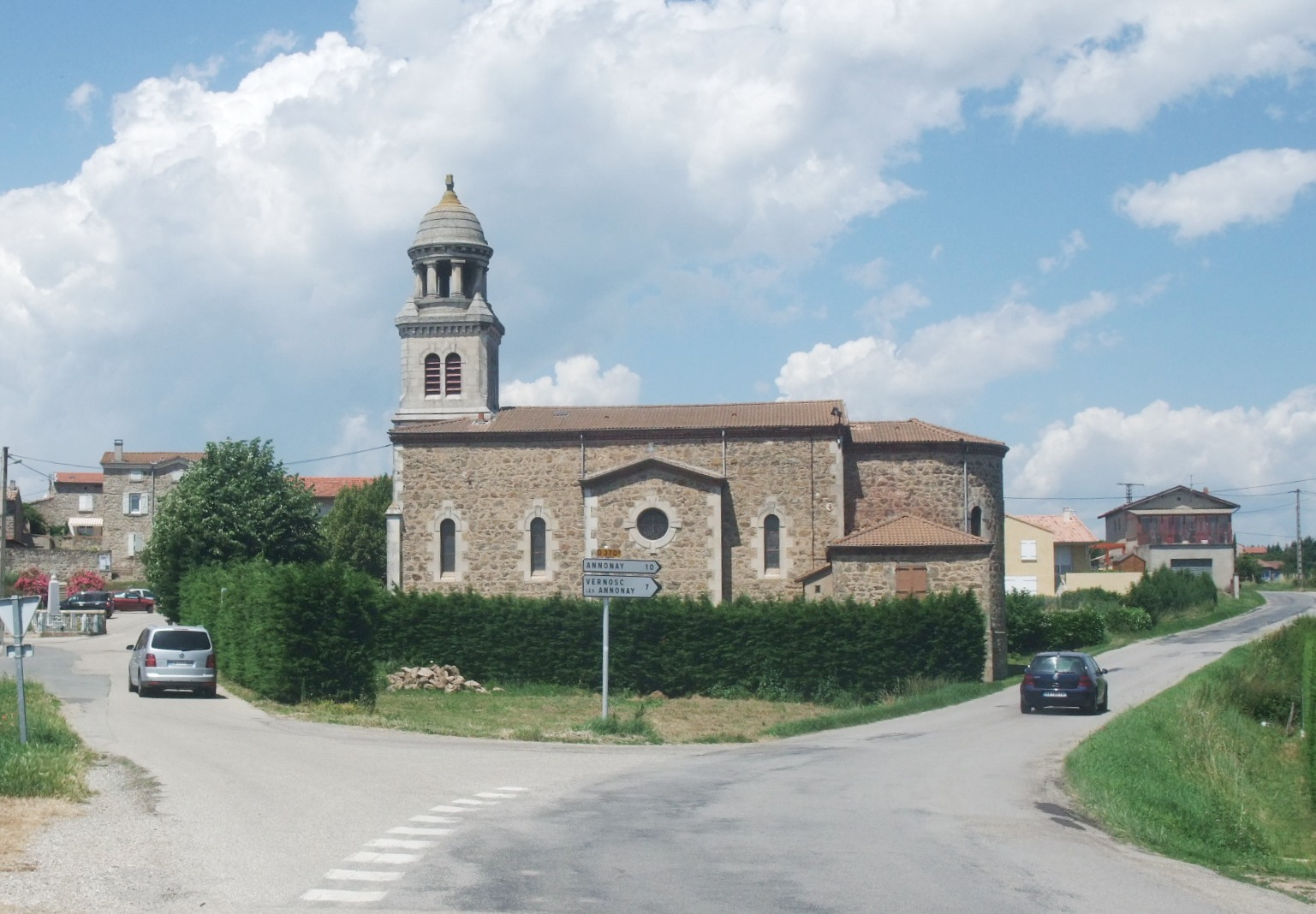
Kirche Saint-Julien

- Kirche Saint-Julien

## Persönlichkeiten
- Célia Gery (* 2006), Radrennfahrerin